# La política como vocación
La política como vocación (en alemán: Politik als Beruf) es un ensayo del economista y sociólogo alemán Max Weber, considerado como una obra clásica en sociología y ciencia política. Publicado en 1919, contiene la teoría weberiana del «monopolio de la violencia».
El ensayo recoge y amplía la segunda de dos conferencias (la primera fue La ciencia como vocación) que Weber pronunció en Múnich ante la Libre Unión de los Estudiantes de Baviera el 28 de enero de 1919, en el contexto de la revolución de noviembre de 1918 en Alemania, cuando Múnich era capital de la breve República Soviética de Baviera.
En su conferencia, Weber se apoyó en notas manuscritas, que luego serían transcritas por un taquígrafo. El ensayo fue publicado como una versión extendida en julio de 1919, traduciéndose al inglés sólo después de la Segunda Guerra Mundial. Su publicación en francés por Julien Freund en 1959, precedida por un largo prefacio de Raymond Aron, hizo mucho para la recepción en Francia del autor.

## Resumen
La definición clásica de Weber del Estado como una entidad que tiene un monopolio sobre el uso del poder legítimo coercitivo en un territorio determinado se puede encontrar al principio de La política como vocación. La política, en cambio, la define como la búsqueda del poder sobre el Estado.
El Estado es la única fuente del «derecho» a la violencia. Por lo tanto, política significaría pues, para nosotros, la aspiración a participar en el poder o a influir en la distribución del poder entre los distintos Estados o, dentro de un mismo Estado, entre los distintos grupos de hombres que lo componen. 
Siguiendo esta definición, Weber nota que hay tres principios que justifican la legitimidad de la dominación política del Estado: la «legitimidad tradicional», la «autoridad carismática», y la «legitimidad basada en la legalidad».
Mucha de la parte intermedia de La política como vocación consiste en la definición por Weber del carisma y en reflexiones sobre líderes y el tipo de personas llamadas a la profesión de la política. Weber se basa en descripciones históricas extensas de la forma en que la política moderna hizo emerger ejemplos históricos, con particular énfasis en Gran Bretaña, Estados Unidos, y Alemania, aunque los ejemplos de Francia, China, Roma, la antigua Grecia son también mencionados. Al desarrollar estos ejemplos, Weber demuestra su comprensión de la investigación histórica comparativa: Weber describe la relación entre políticos, partidos políticos, y las burocracias que ellos crean. En esta sección, el escrito de Weber en La política como vocación es similar a su escrito en otro de sus famosos ensayos, Burocracia (1921).
En la sección final, de La política como vocación, Weber regresa a la descripción del político. Su punto principal es que el político necesita compaginar una «ética de convicción moral» con una «ética de responsabilidad»: la «ética de convicción moral» se refiere a las creencias internas inquebrantables que un político debe sostener, mientras que la «ética de responsabilidad» se refiere a la necesidad diaria de usar los medios de la violencia de Estado de modo que se preserve la paz para un bien mayor. Según Weber, un político debe hacer compromisos entre las dos éticas.
Así pues, Weber puntualiza que «la política está hecha con la cabeza, no con otras partes del cuerpo, ni con el alma». El político más efectivo es aquel que puede excitar las emociones de la gente que lo sigue, mientras gobierna estrictamente con una razón dura y fría en la cabeza. Pero esta es una tarea normal que los humanos no pueden hacer, porque son vanos.
Weber escribe que la vanidad crea problemas únicos para los políticos porque ellos de hecho controlan las herramientas de violencia legítima. La vanidad común, según Weber, significa que los políticos están tentados de tomar decisiones basadas en ataduras emocionales con sus seguidores y aduladores, y no en el razonamiento racional necesitado para gobernar justa y efectivamente. Weber encuentra que esta es una característica común entre políticos. Como un resultado de ello, Weber afirma que el peligro de la política está enraizado en la relación de un político a los medios de violencia que son intrínsecos para el Estado, que serán malversados por cualquier político vano. Esta es la razón por la cual Weber enfatiza que la práctica de la política es muy difícil, y no una tarea para cualquiera que busca la salvación, para su alma eterna a través de la práctica de la paz y la hermandad. Al desarrollar estos puntos, Weber hace referencia a la doctrina de los dos reinos de Martin Lutero, y a los Upanishads hindúes sagrados.
Al final de su ensayo, Weber comenta la Revolución de noviembre de 1918 en Alemania, que justo estaba en camino cuando el escribía el ensayo. El autor tristemente predijo que la excitación emocional del momento en 1919 sólo «noches polares con una oscuridad y dureza heladas, sin importar qué grupo tenga éxito en tomar el poder en el presente». Weber culmina su reflexión mediante una nota algo optimista, cuando escribe: «¡Sólo la persona que está segura de no desesperar cuando el mundo, desde su punto de vista, es de mente simple y debilitado para aceptar lo que sea que se tenga que ofrecer, y sólo la persona que sea capaz de decir ¡A pesar de todo! tiene el llamado para la profesión de la política!».

## Tres terrenos para la gobernación legítima
Weber define a la política como una forma de «actividad independiente de liderazgo». En su ensayo, el «Estado» sirve como el marcador de posición para el análisis de organizaciones políticas. Los terrenos de gobernación legítima de estas organizaciones políticas, según Weber, corresponden a tres categorías mayores o tipos:
Autoridad tradicional
La autoridad del «pasado eterno», basado en el hábito. Weber define a la costumbre como extensamente patriarcal, patrimonial, y tradicional en alcance.
Autoridad de carisma (regalo de gracia)
La autoridad de las «revelaciones, heroísmo, y otras cualidades de liderazgo de un individuo». Asociada al «carisma» de los profetas, demagogos, y el voto popular.
Autoridad legal
Autoridad legal racional, legalidad basada en estatutos válidos los cuales son impuestos por funcionarios públicos técnicamente capacitados. La autoridad legal asume una competencia racional y obediencia condicionada tanto de los funcionarios públicos como de las personas del aparato judicial.

## Las dos formas de Estado
Weber enfoca su análisis a las «organizaciones políticas«, es decir, «Estados», e identifica dos formas generales de Estado, que supuestamente comprenden todas las formas de Estado al nivel más general:
- El personal administrativo bajo el gobernador en estatus y poder tiene sus propios medios de administración separado de aquellos del gobernador. Esto puede incluir varias formas de riqueza y posesiones, así como los medios de producción y el control sobre la labor. Este personal administrativo es esencialmente aristocrático, subdividido en distintos estados.
- El personal administrativo es completa o parcialmente separado de las herramientas actuales de administración, similar a la concepción de Marx de cómo el proletariado está separado de los medios de producción. Este personal se vuelve en confidente sin los medios en una organización patriarcal de deferencia y delegación.

Weber delinea dos diferentes ideas del «Estado» basado en la relación entre los administradores y su acceso a los medios actuales de administración. La primera forma es el «patrimonialismo» y depende de la personalidad del gobernador, así como de la lealtad de sus seguidores. En esta forma no hay el énfasis sobre la capacidad técnica que sí ocurre en la segunda forma del Estado, la que a su vez es considerada la forma moderna. En esta última, los administradores no poseen personalmente el dinero, los edificios, y organizaciones que ellos dirigen. Las decisiones ejecutivas permanecen por lo general con las figuras políticas, incluso aunque no tengan la habilidad técnica que los administradores profesionales modernos sí poseen.